# Eutettix parvus
Eutettix parvus är en insektsart som beskrevs av Hepner 1942. Eutettix parvus ingår i släktet Eutettix och familjen dvärgstritar. Inga underarter finns listade i Catalogue of Life.